# Hagen Hagensen
Nicolaj Hagen Hagensen (11. oktober 1916 på Frederiksberg – 21. marts 2009) var en dansk landsretssagfører og konservativ politiker, der var medlem af Folketinget 1961-1966 og 1973-1988.

## Liv og karriere
Hagensen var søn af Hagen Hagensen og Louise Marie Larsen. Han blev student fra Schneekloths Skole i 1934, cand. jur. i 1941 og fik sagførerbestalling i 1944 og blev året efter landsretssagfører. Han havde da allerede i 1931 stiftet gymnasiastforeningen Front, var aktiv i Konservative Studenter, hvor han var formand fra 1941-44. Hagen Hagensen optrådte efter befrielsen som forsvarer for danske nazister og værnemagere.
Hagensen blev medlem af Folketinget første gang i 1961, blev i 1979 næstformand for Skatte- og afgiftsudvalget og 1982-84 formand for samme. Hagensen var tillige medlem af Europarådet fra 1982 til 1987 og af Nordisk Råd og var fem gange medlem af de danske delegationer til FN's Generalforsamling. Hagensen blev senere valgt af Folketinget til statsrevisor. Han var Kommandør af Dannebrog.

## Henvisning
1. ↑  "Mr Hagen HAGENSEN". Europarådet.